# Sumday
Albums de Grandaddy
The Windfall Varietal
(2000) Just like the Fambly Cat
(2006)
Sumday est le troisième album studio du Grandaddy, groupe de Modesto en Californie, aux États-Unis, publié le 13 mai 2003 par le label V2 Records. Le disque est réédité le 3 novembre 2003 accompagné d'un disque supplémentaire contenant des morceaux enregistrés au Festival de Glastonbury et lors de leur Black Session du 26 juin 2003 diffusée sur France Inter.

## Titres
1. Now It's On
2. I'm On Standby
3. The Go In The Go-For-It
4. The Group Who Couldn't Say
5. Lost On Yer Merry Way
6. El Caminos In The West
7. "Yeah" Is What We Had
8. Saddest Vacant Lot In All The World
9. Stray Dog And The Chocolate Shake
10. O.K. With My Decay
11. The Warming Sun
12. The Final Push To The Sum

Disque bonus
1. The Crystal Lake'
2. For The Dishwasher'
3. Yeah Is What We Had
4. A.M 180
5. Our Dying Brains
6. Laughing Stock
7. The Go In The Go For It
8. Seddest Vacant Lot In All The World
9. He's Simple, He's Dumb, He's The Pilot